# Christian Camargo
Christian Camargo ou Christian Minnick (Nova Iorque, 7 de julho de 1971) é um ator estadunidense conhecido por ter interpretado Brian Moser na série Dexter, e por ter interpretado Drácula em Penny Dreadful, ambos da Showtime.

## Filmografia
- Guiding Light (1998)
- Story of a Bad Boy (1999)
- Harlem Aria (1999)
- Plunkett & Macleane (1999)
- Picture This (1999)
- Double Bang (2001)
- Lip Service (2001)
- For the people (2002)
- Presidio Med (2002)
- K-19: The Widowmaker (2002)
- CSI: Crime Scene Investigation (2003)
- Without a Trace (2003)
- Boomtown (2003)
- Karen Sisco (2004)
- Wanted (telessérie de 2005) (2005)
- Ghost Whisperer (2005)
- Welcome to California (2005)
- Henry May Long (2006)
- The Picture of Dorian Gray (2006)
- The Cry (2006)
- Find Love (2006)
- Dexter (2006–2007, 2011)
- National Treasure: Book of Secrets (2007)
- The Hurt Locker (2009)
- Happy Tears (2009)
- The Mentalist (2011)
- The Twilight Saga: Breaking Dawn: Part 1 (2011)
- The Twilight Saga: Breaking Dawn: Part 2 (2012)
- Haven (2013)
- See (2019-2022)

## Ligações Externas
- Christian Camargo. no IMDb.